# Приходько Павло Олександрович
Павло Олександрович Приходько (нар. 10 березня 1922, Алексєєвське — пом. 17 квітня 1987, Харків) — український радянський скульптор; член Спілки радянських художників України з 1970 року.

## Біографія
Народився 10 березня 1922 року і селищі Алексєєвському (нині Панкрушихінський район Алтайського краю, Росія). Протягом 1937—1940 років навчався в Фрунзенському художньому училищі у І. Груздьова, В. Разонова.
Проходив службу у Червоній армії з 5 квітня 1941 року. Брав участь у німецько-радянській війні. Нагороджений орденами Червоної Зірки (30 грудня 1956), Вітчизняної війни ІІ ступеня (6 квітня 1985), медаллю «За бойові заслуги» (17 травня 1951). Член КПРС з 1955 року.
Жив у Харкові, в будинку на вулиці Орача, № 13, квартира 1. Помер у Харкові 17 квітня 1987 року.

## Творчість
Працював в галузі декоративного мистецтва (художнє різьблення). Серед робіт скульптра з дерева:
- «Урожай» (1961);
- «Портрет ланкової Марини Луцак» (1963);
- «Гайдамака Ярема» (1964);
- «Юний партизан» (1967);
- «Льотчик-винищувач з ескадрильї «Нормандія—Німан» Герой Радянського Союзу Жак Андре» (1967—1968);
- «Портрет Героя Радянського Союзу Валентини Гризодубової» (1969—1970, Харківський художній музей).

Брав участь у республіканських виставках з 1963 року.